# Rhacophorus exechopygus
Espèce
Statut de conservation UICN

 LC  : Préoccupation mineure
Rhacophorus exechopygus est une espèce d'amphibiens de la famille des Rhacophoridae.

## Répartition et habitat
Cette espèce se rencontre entre 800 et 1 400 mm d'altitude :
- au Laos dans la cordillère annamitique ;
- au Viêt Nam dans les provinces de Gia Lai, de Quảng Bình, de Thừa Thiên-Huế, de Kon Tum et de Quảng Nam.

Elle vit dans la végétation près des cours d'eau de la forêt tropicale humide primaire.

## Publication originale
- Inger, Orlov & Darevsky, 1999 : Frogs of Vietnam: A report on new collections. Fieldiana, Zoology, new series, vol. 92, p. 1-46 (texte intégral).